# Shadows (Teenage Fanclub)
Shadows è il nono album in studio del gruppo musicale britannico Teenage Fanclub, pubblicato nel 2010.

## Tracce
1. Sometimes I Don't Need to Believe in Anything – 4:34 (Gerard Love)
2. Baby Lee – 4:26 (Norman Blake, Jo Mango, Ziggy Campbell)
3. The Fall – 5:27 (Raymond McGinley)
4. Into the City – 4:29 (Love)
5. Dark Clouds – 2:43 (Blake)
6. The Past – 3:33 (McGinley)
7. Shock and Awe – 3:43 (Love)
8. When I Still Have Thee – 3:31 (Blake)
9. Live with the Seasons – 3:26 (McGinley)
10. Sweet Days Waiting – 3:38 (Love)
11. The Back of My Mind – 4:02 (Blake)
12. Today Never Ends – 4:31 (McGinley)

## Formazione
- Norman Blake – chitarra, voce
- Gerard Love – basso, voce
- Francis MacDonald – batteria
- Raymond McGinley – chitarra, voce
- David McGowan – tastiera, chitarra